# Eugenia triflora
Eugenia triflora là một loài thực vật có hoa trong Họ Đào kim nương. Loài này được (Jacq.) Ham. mô tả khoa học đầu tiên năm 1825.